# Torneio de Roland Garros de 1996
O Torneio de Roland Garros de 1996 foi um torneio de tênis disputado nas quadras de saibro do Stade Roland Garros, em Paris, na França, entre 27 de maio e 9 de junho. Corresponde à 29ª edição da era aberta e à 95ª de todos os tempos.

## Finais

### Profissional
| Categoria | Evento    | Campeã(s)(o/ões)                     | Vice-campeã(s)(o/ões)          | Resultado       | Chave(s)  | Chave(s)       |
| --------- | --------- | ------------------------------------ | ------------------------------ | --------------- | --------- | -------------- |
| Simples   | Masculino | Yevgeny Kafelnikov                   | Michael Stich                  | 7–6, 7–5, 7–6   | principal | qualificatório |
| Simples   | Feminino  | Steffi Graf                          | Arantxa Sánchez Vicario        | 6–3, 46–7, 10–8 | principal | qualificatório |
| Duplas    | Masculino | Yevgeny Kafelnikov Daniel Vacek      | Guy Forget Jakob Hlasek        | 6–2, 6–3        | principal | principal      |
| Duplas    | Feminino  | Lindsay Davenport Mary Joe Fernandez | Gigi Fernández Natalia Zvereva | 6–2, 6–1        | principal | principal      |
| Duplas    | Misto     | Patricia Tarabini Javier Frana       | Nicole Arendt Luke Jensen      | 6–2, 6–2        | principal | principal      |

### Juvenil
| Categoria | Evento    | Campeã(s)(o/ões)                 | Vice-campeã(s)(o/ões)             | Resultado     | Chave(s)  | Chave(s)       |
| --------- | --------- | -------------------------------- | --------------------------------- | ------------- | --------- | -------------- |
| Simples   | Masculino | Alberto Martín                   | Björn Rehnqvist                   | 6–3, 7–6      | principal | qualificatório |
| Simples   | Feminino  | Amélie Mauresmo                  | Meghann Shaughnessy               | 6–0, 6–4      | principal | qualificatório |
| Duplas    | Masculino | Sébastien Grosjean Olivier Mutis | Jan-Ralph Brandt Daniel Elsner    | 6–2, 6–3      | principal | principal      |
| Duplas    | Feminino  | Alice Canepa Giulia Casoni       | Anna Kournikova Ludmila Varmuzova | 6–2, 5–7, 7–5 | principal | principal      |